# مریت‌رع-حتشپسوت

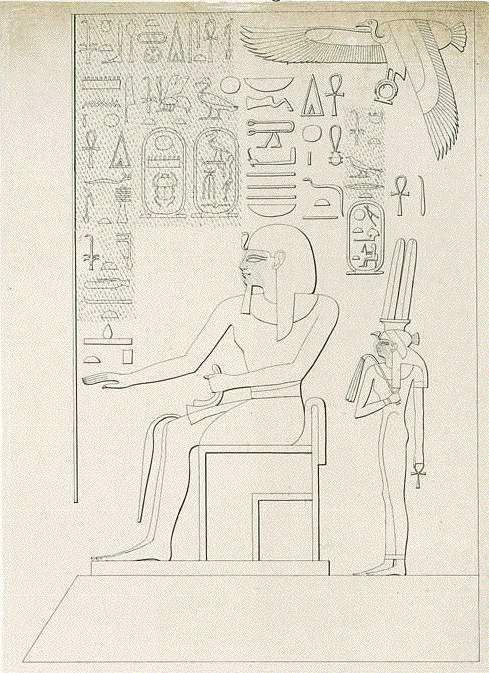
تصویر مریت‌رع-حتشپسوت در معبد وداع تحوتموس سوم در هابو.

مریت‌رع-حتشپسوت (انگلیسی: Merytre-Hatshepsut؛ سده پانزدهم پیش از میلاد – ۱۴۲۵ ق. م) همسر بزرگ سلطنتی فرعون تحوتموس سوم به‌دنبال مرگ ملکه سات‌یاح بود. وی مادر آمنهوتپ دوم بود.

## خانواده
مریت‌رع-حتشپسوت از خانواده‌ای اشرافی و احتمالاً دختر حوئی «ستایشگر مقدس آمون»  بود. مجسمه‌ای از حوئی در موزه بریتانیا (ئی‌ای ۱۲۸۰) او را در حالی که نوه‌اش را در آغوش دارد، به تصویر می‌کشد و شامل تصاویری از سایر فرزندان تحوتموس سوم و مریت‌رع-حتشپسوت در کنار پیکره نشسته‌اش است. مریت‌رع-حتشپسوت مادر فرعون آمنهوتپ دوم، و همچنین شاهزاده منخپررع و شاهدخت‌ها نبتینونت، مریت‌آمون سی، مریت‌آمون دی و ایسِت بود.

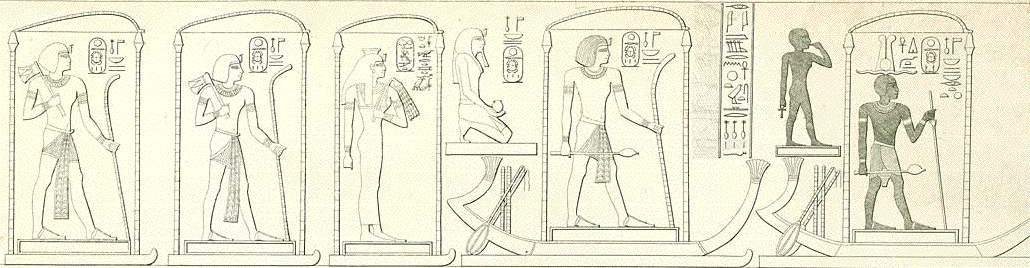
صحنه‌ای از مقبره‌ای در شیخ عبدالقرنه. به نظر می‌رسد این صحنه، مجسمه‌ای از مریت‌رع-حتشپسوت را به تصویر می‌کشد.

## مرگ و تدفین
در ابتدا قرار بود مریت‌رع-حتشپسوت در مقبرهٔ کی‌وی۴۲ دفن شود. رسوبات بنیادی که در سال ۱۹۲۱ یافت شد، به وضوح نشان می‌دهد که این مقبره در ابتدا برای او در نظر گرفته شده بود. با این حال، ممکن است او در کی‌وی۳۵، مقبره پسرش، آمنهوتپ دوم دفن شده باشد. مقبرهٔ کی‌وی۴۲ ممکن است بعداً برای شهردار تِبِس سنفر و همسرش، سنت‌نای، مورد استفاده مجدد قرار گرفته باشد. این واقعیت که مقبرهٔ کی‌وی۴۲ برای دفن او استفاده نشد، ممکن است نشان دهنده بی‌آبرویی او در دوران سلطنت نوه‌اش باشد.